# 東北管区警察学校
東北管区警察学校（とうほくかんくけいさつがっこう）は、東北管区警察局の機関のひとつ。警察大学校における、東北管区警察局職員、東北管区内の上級警察官を育成するほか、専門実務の運用に関する教育・研究・調査を主要任務としている。

## 所在地
- 宮城県多賀城市丸山1-1-1（北緯38度17分45.5秒 東経141度1分11.2秒 / 北緯38.295972度 東経141.019778度座標: 北緯38度17分45.5秒 東経141度1分11.2秒 / 北緯38.295972度 東経141.019778度）

敷地は、終戦まで「多賀城海軍工廠」、占領期には進駐軍駐屯地「キャンプ・ローパー」として使用されていた地区の一部であり、現多賀城駐屯地に隣接する。

## 沿革
- 1947年（昭和22年）施行の（旧）警察法により、国家地方警察仙台警察管区（東北6県を管轄）が歩兵第4連隊跡地（占領期は進駐軍駐屯地「キャンプ・ファウラー」、現仙台市宮城野区・榴岡公園）[1]に「仙台管区警察学校」を設置。
- 1954年（昭和29年）施行の警察法により、「東北管区警察学校」に改称。
- 1975年（昭和50年）3月、現在地に移転。

## 本校の組織
- 庶務部
  - 庶務課
  - 会計課
- 教務部
  - 教務科
  - 生活安全刑事教官室
  - 交通警備教官室
- 指導部
  - 学生科
  - 警務術科教官室

## 教養課程
- 警部補任用科
- 巡査部長任用科
- 係長任用科
- 主任任用科
- 専科
- 東北管区機動隊